# Elena de Frutos
Elena de Frutos (Madrid; 23 de diciembre de 1985) es una actriz española.

## Biografía
Comenzó su andadura televisiva en 1998, cuando comenzó a realizar un papel recurrente en la serie de televisión Compañeros. Luego, en 1999, realizó una participación episódica en El comisario de Telecinco. Ese mismo año pasaría a formar parte del elenco del serial diario Nada es para siempre de Antena 3, que se emitió entre 1999 y 2000 y donde también trabajaba su hermana, la actriz Vanessa de Frutos. Interpretaba el papel de Rebeca.
En el año 2000 participaría en la serie Hospital Central de Telecinco, en un papel episódico. Ese mismo año, su papel de Cristina Arbueso en Compañeros (Antena 3), que ya había aparecido en varios episodios desde el inicio de la serie en 1998, pasaría a convertirse en fijo. Se trata de uno de los personajes que más popularidad le ha otorgado.
En 2003 sería una de las protagonistas de la serie de Antena 3, El pantano que tuvo una única temporada, en el papel de Alicia. Ese mismo año participaría como personaje secundario en la telenovela Luna negra de La 1, en el papel de Raquel Castellanos, así como en Un paso adelante (Antena 3).
En el verano del 2004 estaría en antena con la serie Diez en Ibiza de La 1, en el papel de Elena y al año siguiente participaría en Maneras de sobrevivir de Telecinco, donde dio vida al personaje de Luz. Ese mismo año pasaría a tener un papel episódico fijo en la serie Aída de Telecinco entre 2005 y 2006, en el papel de Noelia, La Noe.
En 2006 fue una de las protagonistas de la serie Matrimonio con hijos en Cuatro, en su versión española, en el papel de Belén.
Ya en 2007, sería una de las protagonistas de la serie Cafetería Manhattan de Antena 3, en el papel de Carlota. La serie fue cancelada por baja audiencia. Su último proyecto televisivo hasta la fecha ha sido la serie RIS Científica, que tampoco consiguió el favor del público.
En el 2008 actúa como una de las amigas de Bea en varios capítulos de Yo soy Bea.
En el 2009 ha actuado en la película Mentiras y gordas, con la colaboración de RTVE, como actriz secundaria, realizando un trío con Mario Casas y Yon González. En este mismo año participó en la serie de televisión Aída (un capítulo) interpretando a La Noe.
Además, ha participado en dos títulos cinematográficos: Entre vivir y soñar y El regreso de Alicia. También es la protagonista de Cosas de la vida con su papel de Julia, esta es su serie actual en la que trabaja.
En el 2010 participó en el reparto de la exitosa serie de Canal Sur Arrayán, en el Papel de Maya.
Desde finales de 2010 forma parte del proyecto teatral MicroTeatroPorDinero, a través del cual ha representado diversas obras teatrales como No hay Dox sin Trex (2012).
Desde 2015 participa en el montaje de la obra de teatro Burundanga. El final de una banda, de Jordi Galceran.

## Filmografía

### Series

#### Episódicos
- El comisario - (3 capítulos) (1999, 2005, 2006) Telecinco
- Un paso adelante - Sofía (2003) (2 capítulos) Antena 3
- Hospital Central - Hija de Esperanza (2005) (1 capítulo) Telecinco
- Películas para no dormir: La Culpa - Aurora (2006) (1 episodio) Telecinco
- Yo soy Bea - Alexia (2008) (10 capítulos) Telecinco
- Seguridad Vial - (2017) Programa de TV TVE
- Centro médico - (2018) (1 episodio) TVE

#### Fijos
- Compañeros - Cristina Arbueso (1998-2002) Recurrente de 1998 a 2000 Secundaria de 2000 a 2002 Antena 3
- Nada es para siempre - Rebeca (1999-2001) Secundaria 1999 a 2000 Recurrente 2001 Antena 3
- El pantano - Alicia (2003) Secundario Antena 3
- Luna negra - Raquel Castellanos (2003-2004) Secundario TVE
- Diez en Ibiza - Elena (2004) Protagonista TVE
- Maneras de sobrevivir - Luz (2005) Protagonista Telecinco
- Aída - Noelia Rodríguez "La Noe" (2005-2009) Recurrente (4 episodios) Telecinco
- Matrimonio con hijos - Belén Camacho (2006-2007) Protagonista Cuatro
- Cafetería Manhattan - Carlota (2007) Protagonista Antena 3
- RIS Científica - María Bermejo (2007) Secundaria Telecinco
- Cosas de la vida (Life Bites) - Julia (2008-2009) Protagonista Disney Channel
- Arrayán - Maya (2010-2011) Secundaria Canal Sur
- La peluquería - Rebeca (2016-2017) Secundaria TVE
- ANDeROID - iOSune (2018) Principal Serie web

#### Pilotos
Intervino en los pilotos de varias series, algunas vieron la luz sin su participación y otras quedaron en un simple proyecto.
- Jack y el Mono (2009) Para Disney Channel
- La Trouppe (2011)
- Gym Tony (2014) De La competencia para Cuatro
- Lo que hay que ver (2015) De Mayoría Absoluta

### Cine

#### Largometrajes
| Año  | Título                             | Personaje      | Director                       | Género          | Duración |
| ---- | ---------------------------------- | -------------- | ------------------------------ | --------------- | -------- |
| 2003 | Entre vivir y soñar                | Verónica Joven | Alfonso Albacete, David Menkes | Drama romántico | 1h 40 m  |
| 2006 | Películas para no dormir: La culpa | Aurora         | Narciso Ibáñez Serrador        | Drama           | 1h 12 m  |
| 2007 | El regreso de Alicia               | Silvia         | Ramón Rodríguez                | Drama           | 1h 20 m  |
| 2009 | Mentiras y gordas                  | Carmen         | Alfonso Albacete, David Menkes | Drama/Comedia   | 1h 47 m  |
| 2016 | El Debut                           | Noelia         | Gabriel Olivares               | Documental      | 1h 03 m  |

#### Cortometrajes
| Año  | Título               | Personaje      | Director               | Género             | Duración |
| ---- | -------------------- | -------------- | ---------------------- | ------------------ | -------- |
| 1999 | Tícket               |                | Tomas Obermahier       |                    |          |
| 2012 | Como caído del cielo | Iria           | Luis Sánchez Polack    | Comedia negra      | 10 m     |
| 2013 | Pídemela, amor       | Elena          | Luis Sanchez Polack    | Comedia romántica  | 5 m      |
| 2014 | Te vas a reír        | Mujer ahorcada | Luis Sanchez Polack    | Comedia negra      | 1 m      |
| 2015 | Entretelas           | Átropos        | Luis Sanchez Polack    | Comedia fantástica | 8 m      |
| 2016 | 11.66                | Juana de Arco  | José Manuel Yebes Mota |                    |          |

### Teatro
- MicroTeatroXDinero (2009/2012)
- No hay dox sin trex (2012/2013)
- El avaro (2013)
- Aquí no duerme ni Dios (2014)
- Maté a un Tipo (2014)
- Burundanga. El final de una banda (2015)
- Aulularia (2016)